# Wordie Nunatak
Wordie Nunatak är en nunatak i Antarktis. Den ligger i Östantarktis. Australien gör anspråk på området. Toppen på Wordie Nunatak är 415 meter över havet.
Terrängen runt Wordie Nunatak är platt åt sydost, men åt nordväst är den kuperad. Trakten är obefolkad. Det finns inga samhällen i närheten.